# Айносато-Коэн (станция)
Станция Айносато-Коэн (яп. あいの里公園駅 айносато коэн эки) — железнодорожная станция в японском городе Саппоро, обслуживаемая компанией JR Hokkaido. На этой станции можно использовать Kitaca (смарт-карта).

## История
Станция Айносато-Коэн была открыта 1 июля 1958 года. С приватизацией JNR она перешла под контроль JR Hokkaido. Этим линия между Соэн — Хоккайдо-Ирёдайгаку была электрифицирована в 2012.

## Линии
- JR Hokkaido
  - Линия Сассё

## Планировка
Платформы 
| 1 | ■Линия Сассё | на станции Саппоро                               |
| 2 | ■Линия Сассё | на станции Тобецу, Хоккайдо-Ирёдайгаку и Саппоро |